# Storfjord
Storfjord é uma comuna da Noruega, com 1 538 km² de área e 1 912 habitantes (censo de 2004).